# Fredede bygninger i Mariagerfjord Kommune
Denne liste over fredede bygninger i Mariagerfjord Kommune viser alle fredede bygninger i Mariagerfjord Kommune, bortset fra kirker. Listen bygger på data fra Kulturarvsstyrelsen.
| Sagsnavn                           | Komplekstype                         | Opførelsesår | Adresse                            | Koordinater                                   | Fredningsår (1. fredning) | ID (Link til Kulturarv.dk) | Billede     |
| ---------------------------------- | ------------------------------------ | ------------ | ---------------------------------- | --------------------------------------------- | ------------------------- | -------------------------- | ----------- |
| Als Præstegård                     |                                      | 1712         | Helberskovvej 14, 9560 Hadsund     | 56°45′10″N 10°17′27″Ø / 56.75274°N 10.29090°Ø |                           | 846-11727-1                | Upload foto |
| Bies Bryggeri                      | Forhus                               | 1859         | Adelgade 26, 9500 Hobro            | 56°38′20″N 9°47′36″Ø / 56.63890°N 9.79342°Ø   |                           | 846-12865-1                | Upload foto |
| Bies Bryggeri                      | Sidehus (nord)                       | 1900         | Adelgade 26, 9500 Hobro            | 56°38′20″N 9°47′36″Ø / 56.63890°N 9.79342°Ø   |                           | 846-12865-2                | Upload foto |
| Bies Bryggeri                      | Sidebygning (forlængelse af sidehus) | 1900         | Adelgade 26, 9500 Hobro            | 56°38′20″N 9°47′36″Ø / 56.63890°N 9.79342°Ø   |                           | 846-12865-3                | Upload foto |
| Bies Bryggeri                      | Tværbygning og halvtagsbygning (syd) | 1851         | Adelgade 26, 9500 Hobro            | 56°38′20″N 9°47′36″Ø / 56.63890°N 9.79342°Ø   |                           | 846-12865-4                | Upload foto |
| Bies Bryggeri                      | Lagerbygninger (nord)                | 1867         | Adelgade 26, 9500 Hobro            | 56°38′20″N 9°47′36″Ø / 56.63890°N 9.79342°Ø   |                           | 846-12865-5                | Upload foto |
| Bies Bryggeri                      | Sidebygning (værksted mod nord)      | 1913         | Adelgade 26, 9500 Hobro            | 56°38′20″N 9°47′36″Ø / 56.63890°N 9.79342°Ø   |                           | 846-12865-6                | Upload foto |
| Bies Bryggeri                      | Sidebygning (nord)                   | 1900         | Adelgade 26, 9500 Hobro            | 56°38′20″N 9°47′36″Ø / 56.63890°N 9.79342°Ø   |                           | 846-12865-7                | Upload foto |
| Bies Bryggeri                      | Lagerbygning (vest)                  | 1900         | Adelgade 26, 9500 Hobro            | 56°38′20″N 9°47′36″Ø / 56.63890°N 9.79342°Ø   |                           | 846-12865-8                | Upload foto |
| Bies Bryggeri                      | Tapperibygning (vest)                | 1900         | Adelgade 26, 9500 Hobro            | 56°38′20″N 9°47′36″Ø / 56.63890°N 9.79342°Ø   |                           | 846-12865-9                | Upload foto |
| Bies Bryggeri                      | Ishus                                | 1900         | Adelgade 26, 9500 Hobro            | 56°38′20″N 9°47′36″Ø / 56.63890°N 9.79342°Ø   |                           | 846-12865-11               | Upload foto |
| Bies Bryggeri                      | Havehus                              | 1900         | Adelgade 26, 9500 Hobro            | 56°38′20″N 9°47′36″Ø / 56.63890°N 9.79342°Ø   |                           | 846-12865-12               | Upload foto |
| Fuglsang 4                         | Beboelse                             | 1880         | Fuglsang 4, 9550 Mariager          | 56°38′56″N 9°59′00″Ø / 56.64900°N 9.98345°Ø   |                           | 846-19795-1                | Upload foto |
| Fuglsangsgade 12-14 og Kirkegade 5 |                                      | 1767         | Fuglsangsgade 12A, 9550 Mariager   | 56°38′59″N 9°58′58″Ø / 56.64985°N 9.98276°Ø   |                           | 846-19817-1                | Upload foto |
| Fuglsangsgade 12-14 og Kirkegade 5 | Beboelse                             | 1850         | Fuglsangsgade 14, 9550 Mariager    | 56°38′59″N 9°58′57″Ø / 56.64966°N 9.98258°Ø   |                           | 846-19817-2                | Upload foto |
| Fuglsangsgade 12-14 og Kirkegade 5 | Beboelse                             | 1880         | Kirkegade 5, 9550 Mariager         | 56°38′59″N 9°58′57″Ø / 56.64983°N 9.98238°Ø   |                           | 846-20274-1                | Upload foto |
| Fyrkat Mølle                       |                                      | 1780         | Fyrkatvej 45, 9500 Hobro           | 56°37′30″N 9°46′21″Ø / 56.62495°N 9.77247°Ø   |                           | 846-15373-1                | Upload foto |
| Fyrkat Mølle                       |                                      | 1764         | Fyrkatvej 45, 9500 Hobro           | 56°37′30″N 9°46′21″Ø / 56.62495°N 9.77247°Ø   |                           | 846-15373-2                | Upload foto |
| Gamle Skole                        | Beboelse/tidl. skole                 | 1800         | Vestergade 12, 9550 Mariager       | 56°39′03″N 9°58′41″Ø / 56.65086°N 9.97795°Ø   |                           | 846-21213-1                | Upload foto |
| Havnekranen på Mariager Havn       |                                      | 1930         | Ny Havnevej 4C, 9550 Mariager      | 56°39′13″N 9°58′48″Ø / 56.65371°N 9.98003°Ø   |                           | 846-22269-2                | Upload foto |
| Havnø Vindmølle                    | Vindmølle                            | 1842         | Havnøvej 40, 9560 Hadsund          | 56°42′50″N 10°09′54″Ø / 56.71381°N 10.16488°Ø | 1964                      | 846-12401-1                | Upload foto |
| Hjerritsdal Vandmølle              | Stuehus                              | 1800         | Hjerritsdalvej 3, 9500 Hobro       | 56°39′34″N 9°50′30″Ø / 56.65938°N 9.84170°Ø   |                           | 846-3899-1                 | Upload foto |
| Hjerritsdal Vandmølle              | Udhuslænge                           | 1800         | Hjerritsdalvej 3, 9500 Hobro       | 56°39′34″N 9°50′30″Ø / 56.65938°N 9.84170°Ø   |                           | 846-3899-2                 | Upload foto |
| Hjerritsdal Vandmølle              | Vandmølle                            | 1800         | Hjerritsdalvej 3, 9500 Hobro       | 56°39′34″N 9°50′30″Ø / 56.65938°N 9.84170°Ø   |                           | 846-3899-3                 | Upload foto |
| Hobro Station                      | Jernbanestation                      | 1893         | Stationsvej 12, 9500 Hobro         | 56°38′36″N 9°46′59″Ø / 56.64341°N 9.78294°Ø   |                           | 846-16962-1                | Upload foto |
| Hobro Ting- og Arresthus           |                                      |              | Adelgade 75A, 9500 Hobro           | 56°38′10″N 9°47′56″Ø / 56.63613°N 9.79875°Ø   |                           | 846-12908-2                | Upload foto |
| Hobro Ting- og Arresthus           |                                      |              | Adelgade 75, 9500 Hobro            | 56°38′09″N 9°47′55″Ø / 56.63588°N 9.79850°Ø   |                           | 846-12908-1                | Upload foto |
| Hotel Postgården                   | Hotel/kro                            | 1760         | Torvet 6, 9550 Mariager            | 56°39′02″N 9°58′54″Ø / 56.65055°N 9.98171°Ø   |                           | 846-21059-1                | Upload foto |
| Hybenvej 1                         | Beboelse                             | 1818         | Hybenvej 1, 9550 Mariager          | 56°38′53″N 9°59′03″Ø / 56.64816°N 9.98413°Ø   |                           | 846-20156-1                | Upload foto |
| Kirkegade 1                        | Beboelse                             | 1834         | Kirkegade 1, 9550 Mariager         | 56°39′00″N 9°58′56″Ø / 56.65012°N 9.98221°Ø   |                           | 846-20271-1                | Upload foto |
| Klosteret, Dommerkontor            | Bolig/erhverv                        | 1450–1500    | Klosterstien 12, 9550 Mariager     | 56°38′52″N 9°58′42″Ø / 56.64782°N 9.97826°Ø   |                           | 846-20194-1                | Upload foto |
| Mariager Rådhus (tidl.)            | Gl. rådhus                           | 1824         | Torvet 1, 9550 Mariager            | 56°39′03″N 9°58′58″Ø / 56.65072°N 9.98272°Ø   |                           | 846-21053-1                | Upload foto |
| Museet                             | Museum/antikforretning               | 1767         | Kirkegade 4A, 9550 Mariager        | 56°39′01″N 9°58′55″Ø / 56.65031°N 9.98198°Ø   |                           | 846-20272-1                | Upload foto |
| Museet                             | Pakhus                               | 1840         | Kirkegade 4A, 9550 Mariager        | 56°39′01″N 9°58′55″Ø / 56.65031°N 9.98198°Ø   |                           | 846-20272-3                | Upload foto |
| Museet                             | Sognegård                            | 1835         | Kirkegade 4C, 9550 Mariager        | 56°39′00″N 9°58′54″Ø / 56.64996°N 9.98177°Ø   |                           | 846-21950-1                | Upload foto |
| Sognegade 2                        | Beboelse                             | 1760         | Sognegade 2, 9550 Mariager         | 56°38′56″N 9°58′55″Ø / 56.64889°N 9.98187°Ø   |                           | 846-20781-1                | Upload foto |
| Sognegade 4                        | Beboelse                             | 1770         | Sognegade 4, 9550 Mariager         | 56°38′56″N 9°58′55″Ø / 56.64892°N 9.98208°Ø   |                           | 846-20782-1                | Upload foto |
| Sprøjtehuset                       | Glaspusteri                          | 1880         | Fuglsangsgade 9, 9550 Mariager     | 56°38′58″N 9°58′58″Ø / 56.64937°N 9.98287°Ø   |                           | 846-19816-1                | Upload foto |
| Teglgade 11                        | Beboelse                             | 1822         | Teglgade 11, 9550 Mariager         | 56°39′01″N 9°58′47″Ø / 56.65028°N 9.97970°Ø   |                           | 846-21029-1                | Upload foto |
| Teglgade 13                        | Beboelse                             | 1800         | Teglgade 13, 9550 Mariager         | 56°39′01″N 9°58′46″Ø / 56.65030°N 9.97938°Ø   |                           | 846-21031-1                | Upload foto |
| Teglgade 18                        | Beboelse                             | 1860         | Teglgade 18, 9550 Mariager         | 56°39′02″N 9°58′42″Ø / 56.65046°N 9.97835°Ø   |                           | 846-21035-1                | Upload foto |
| Teglgade 19                        | Beboelse                             | 1820         | Teglgade 19, 9550 Mariager         | 56°39′02″N 9°58′40″Ø / 56.65043°N 9.97785°Ø   |                           | 846-21036-1                | Upload foto |
| Teglgade 19                        |                                      |              | Teglgade 19, 9550 Mariager         | 56°39′02″N 9°58′40″Ø / 56.65043°N 9.97785°Ø   |                           | 846-21036-2                | Upload foto |
| Teglgade 20                        | Beboelse                             | 1830         | Teglgade 20, 9550 Mariager         | 56°39′02″N 9°58′41″Ø / 56.65051°N 9.97795°Ø   |                           | 846-21037-1                | Upload foto |
| Teglgade 21                        | Beboelse                             | 1760         | Teglgade 21, 9550 Mariager         | 56°39′02″N 9°58′36″Ø / 56.65065°N 9.97680°Ø   |                           | 846-21038-1                | Upload foto |
| Tygeslund                          |                                      | 1848         | Thygeslundvej 60, 9560 Hadsund     | 56°42′07″N 10°05′50″Ø / 56.70193°N 10.09728°Ø |                           | 846-8579-1                 | Upload foto |
| Villestrup                         | Herregård                            | 1542         | Willestrupvej 1, 9510 Arden        | 56°45′51″N 9°57′12″Ø / 56.76409°N 9.95328°Ø   |                           | 846-2537-1                 | Upload foto |
| Villestrup                         | Herregård                            | 1779         | Willestrupvej 1, 9510 Arden        | 56°45′51″N 9°57′12″Ø / 56.76409°N 9.95328°Ø   |                           | 846-2537-6                 | Upload foto |
| Visborggård                        | Herregård                            | 1576         | Visborggaard Alle 39, 9560 Hadsund | 56°44′39″N 10°09′06″Ø / 56.74420°N 10.15172°Ø |                           | 846-9068-1                 | Upload foto |
| Østergade 5 A-B                    | Beboelse                             | 1732         | Østergade 5A, 9550 Mariager        | 56°39′04″N 9°58′58″Ø / 56.65111°N 9.98264°Ø   |                           | 846-21346-1                | Upload foto |
| Østergade 7 A                      | Beboelse                             | 1760         | Østergade 7A, 9550 Mariager        | 56°39′05″N 9°58′58″Ø / 56.65128°N 9.98265°Ø   |                           | 846-22026-1                | Upload foto |
| Østergade 7 B                      | Beboelse                             | 1760         | Østergade 7B, 9550 Mariager        | 56°39′05″N 9°58′58″Ø / 56.65137°N 9.98267°Ø   |                           | 846-22025-1                | Upload foto |
| Østergade 28                       | Beboelse                             | 1800         | Østergade 28, 9550 Mariager        | 56°39′11″N 9°59′04″Ø / 56.65294°N 9.98450°Ø   |                           | 846-21361-1                | Upload foto |
| Østergade 28                       |                                      | 1993         | Østergade 28, 9550 Mariager        | 56°39′11″N 9°59′04″Ø / 56.65294°N 9.98450°Ø   |                           | 846-21361-2                | Upload foto |